# 세계 피겨스케이팅 선수권 대회 메달리스트 목록
다음은 세계 피겨 스케이팅 선수권 대회 역대 메달리스트 목록이다.

## 남자 싱글
| 연도        | 개최지                                      | 금                                              | 은                                              | 동                                              |
| 1896        | 러시아 상트페테르부르크                     | 독일 제국 길베르트 푹스                         | 오스트리아 구스타프 휘겔                        | 러시아 지오그 샌더스                            |
| 1897        | 스웨덴 스톡홀름                             | 오스트리아 구스타브 휘겔                        | 스웨덴 울리히 살코                              | 노르웨이 요한 레프슈타트                        |
| 1898        | 영국 런던                                   | 스웨덴 헤닝 그레난더                            | 오스트리아 구스타브 휘겔                        | 독일 제국 길베르트 푸치스                       |
| 1899        | 스위스 다보스                               | 오스트리아 후스타브 휘겔                        | 스웨덴 울리히 살코                              | 영국 에드갈 시어스                              |
| 1900        | 스위스 다보스                               | 오스트리아 구스타브 휘겔                        | 스웨덴 울리히 살코                              |                                                 |
| 1901        | 스웨덴 스톡홀름,                            | 스웨덴 울리크 살쇼브                            | 독일 제국 길베르트 푸치스                       |                                                 |
| 1902        | 영국 런던,                                  | 스웨덴 울리크 살쇼브                            | 영국 맨지 시어스캐이브                          | 독일 제국 마르틴 고단                           |
| 1903        | 러시아 제국 상트페테르부르크,               | 스웨덴 울리크 살쇼브                            | 러시아 니콜라이 파닌 콜로멘킨                   | 오스트리아 맥스 보하트슈                        |
| 1904        | 독일 제국 베를린,                           | 스웨덴 울리크 살쇼브                            | 독일 제국 하인리히 버저                         | 독일 제국 마르틴 고단                           |
| 1905        | 스웨덴 스톡홀름,                            | 스웨덴 울리크 살쇼브                            | 오스트리아 맥스 보하트슈                        | 스웨덴 퍼 토렌                                  |
| 1906        | 독일 제국 뮌헨,                             | 독일 제국 길베르트 후치스                       | 독일 제국 하인리히 버저                         | 스웨덴 브롤 메이어                              |
| 1907        | 오스트리아-헝가리 빈,                       | 스웨덴 울리크 살쇼브                            | 오스트리아 맥스 보하트슈                        | 독일 제국 길베르트 후치스                       |
| 1908        | 오스트리아-헝가리 트로파우,                 | 스웨덴 울리크 살쇼브                            | 독일 제국 길베르트 후치스                       | 독일 제국 하인리히 버저                         |
| 1909        | 스웨덴 스톡홀름,                            | 스웨덴 울리크 살쇼브                            | 스웨덴 퍼 토렌                                  | 오스트리아 에르네스트 헤르츠                    |
| 1910        | 스위스 다보스                               | 스웨덴 울리크 살쇼브                            | 독일 제국 베르너 리트베르저                     | 헝가리 안돌 젠더                                |
| 1911        | 오스트리아-헝가리 트로파우,                 | 스웨덴 울리크 살쇼브                            | 독일 제국 리트베르저                            | 오스트리아 프리츠 카흘러                        |
| 1912        | 영국 맨체스터,                              | 오스트리아 프리츠 카흘러                        | 독일 제국 베르너 리트베르저                     | 헝가리 안돌 젠더                                |
| 1913        | 오스트리아-헝가리 빈,                       | 오스트리아 프리츠 카흘러                        | 오스트리아 빌리 뵈켈                            | 헝가리 안돌 젠더                                |
| 1914        | 러시아 제국 헬싱키,                         | 스웨덴 고스타 산달                              | 오스트리아 프리츠 카흐러                        | 오스트리아 빌리 뵈켈                            |
| 1915 - 1921 | 제1차 세계 대전으로 인해 경기가 열리지 않음 | 제1차 세계 대전으로 인해 경기가 열리지 않음     | 제1차 세계 대전으로 인해 경기가 열리지 않음     | 제1차 세계 대전으로 인해 경기가 열리지 않음     |
| 1922        | 스웨덴 스톡홀름,                            | 스웨덴 일리스 그라프스트룀                      | 오스트리아 프리츠 카흘러                        | 오스트리아 빌리 뵈켈                            |
| 1923        | 스웨덴 스톡홀름,                            | 오스트리아 프리츠 가흘러                        | 오스트리아 빌리 뵈켈                            | 스웨덴 고스타 산달                              |
| 1924        | 스웨덴 스톡홀름,                            | 스웨덴 일리스 그라프스트룀                      | 오스트리아 빌리 뵈켈                            | 오스트리아 에른스트 오파허                      |
| 1925        | 오스트레일리아 빈,                          | 오스트리아 빌리 뵈켈                            | 오스트리아 프리츠 카흘러                        | 오스트리아 오토 프라이세커                      |
| 1926        | 독일 베를린,                                | 오스트리아 빌리 뵈켈                            | 오스트리아 오토 프라이세커                      | 영국 존 페이지                                  |
| 1927        | 스위스 다보스                               | 오스트리아 빌리 뵈켈                            | 오스트리아 오토 브라이세커                      | 오스트리아 카를 셰퍼                            |
| 1928        | 독일베를린,                                 | 오스트리아 빌리 뵈켈                            | 오스트리아 카를 셰퍼                            | 오스트리아 후고 디스틀러                        |
| 1929        | 영국 런던,                                  | 스웨덴 일리스 그라프스트룀                      | 오스트리아 카를 셰퍼                            | 오스트리아 루트비히 브레데                      |
| 1930        | 미국 뉴욕,                                  | 오스트리아 카를 셰퍼                            | 미국 로저 더너                                  | 스위스 게오르크 가우치                          |
| 1931        | 독일 베를린,                                | 오스트리아 카를 셰퍼                            | 미국 로저 터너                                  | 에른스트 바이어                                 |
| 1932        | 캐나다 몬트리올                             | 오스트리아 카를 셰퍼                            | 캐나다 몽고메리 윌슨                            | 에른스트 바이어                                 |
| 1933        | 스위스 취리히                               | 오스트리아 카를 셰퍼                            | 나치 독일 에른스트 바이어                       | 핀란드 마르쿠스 니카넨                          |
| 1934        | 스웨덴 스톡홀름,                            | 오스트리아 카를 셰퍼                            | 나치 독일 에른스트 바이어                       | 오스트리아 에리히 에르도스                      |
| 1935        | 헝가리 부다페스트,                          | 오스트리아 카를 셰퍼                            | 영국 잭 던                                      | 헝가리 데네시 퍼터키                            |
| 1936        | 프랑스 파리                                 | 오스트리아 카를 셰퍼                            | 영국 그레이엄 샤프                              | 오스트리아 펠릭스 카스파르                      |
| 1937        | 영국 런던,                                  | 오스트리아 펠릭스 가스파르                      | 영국 그레이엄 샤프                              | 헝가리 엘메르 테르터크                          |
| 1938        | 나치 독일 베를린,                           | 오스트리아 펠릭스 가스파르                      | 영국 그레이엄 샤프                              | 오스트리아 헤르베르트 알바르트                  |
| 1939        | 나치 독일 베를린, [                         | 영국 그레이엄 샤프                              | 영국 프레디 톰린스                              | 나치 독일 호르스트 파버                         |
| 1940 - 1946 | 제2차 세계 대전으로 인해 경기 열리지 않음   | 제2차 세계 대전으로 인해 경기 열리지 않음       | 제2차 세계 대전으로 인해 경기 열리지 않음       | 제2차 세계 대전으로 인해 경기 열리지 않음       |
| 1947        | 스웨덴 스톡홀름,                            | 스위스 한스 게르슈위러                          | 미국 딕 버튼                                    | 영국 아더 압펠                                  |
| 1948        | 스위스 다보스                               | 미국 딕 버튼                                    | 스위스 한스 게르슈위러                          | 헝가리 에드 키라리                              |
| 1949        | 프랑스 파리                                 | 미국 딕 버트                                    | 헝가리 에드 키라리                              | 오스트리아 에디 라다                            |
| 1950        | 영국 런던,                                  | 미국 딕 버튼                                    | 헝가리 에드 키라리                              | 미국 헤이스 앨런 젱킨스                         |
| 1951        | 이탈리아 밀라노                             | 미국 딕 버튼                                    | 미국 제임스 그로건                              | 오스트리아 헬무트 세이브트                      |
| 1952        | 프랑스 파리                                 | 미국 딕 버튼                                    | 미국 제임스 그로건                              | 미국 헤이스 앨런 젱킨스                         |
| 1953        | 스위스 다보스                               | 미국 헤이스 앨런 젱킨스                         | 미국 제임스 그로건                              | 이탈리아 칼로 파시                              |
| 1954        | 노르웨이 오슬로,                            | 미국 헤이스 앨런 젱킨스                         | 미국 제임스 그로건                              | 프랑스 알랭 기레티                              |
| 1955        | 오스트리아 빈,                              | 미국 헤이스 앨런 젱킨스                         | 미국 로널드 로버트슨                            | 미국 데이비드 젱킨스                            |
| 1956        | 독일 가르미쉬-파르텐키르헨,                 | 미국 헤이스 앨런 젱킨스                         | 미국 로널드 로버트슨                            | 미국 데이비드 젱킨스                            |
| 1957        | 미국 콜로라도스프링스, 미국                 | 미국 데이비드 젱킨스                            | 미국 팀 브라운                                  | 캐나다 찰리스 스넬링                            |
| 1958        | 프랑스 파리                                 | 미국 데이비드 젱킨스                            | 미국 팀 브라운                                  | 프랑스 알랭 기레티                              |
| 1959        | 미국 콜로라도스프링스, 미국                 | 미국 데이비드 젱킨스                            | 캐나다 도널드 잭슨                              | 미국 팀 브라운                                  |
| 1960        | 캐나다 밴쿠버                               | 프랑스 알랭 기레티                              | 캐나다 도널드 잭슨                              | 프랑스 알랭 칼매트                              |
| 1961        | 비행기 충돌사고로 경기 취소                 | 비행기 충돌사고로 경기 취소                     | 비행기 충돌사고로 경기 취소                     | 비행기 충돌사고로 경기 취소                     |
| 1962        | 체코 프라하, 체코슬로바키아                 | 캐나다 도널드 잭슨                              | 체코 카롤 디빈                                  | 프랑스 알냉 칼매트                              |
| 1963        | 이탈리아 코르티나담페초                     | 캐나다 도널드 맥펄슨                            | 프랑스 알랭 칼매트                              | 독일 만프레트 슈넬도르퍼                        |
| 1964        | 독일 도르트문트, 서독                       | 독일 만프레트 슈넬도르퍼                        | 프랑스 알랭 칼매트                              | 체코 카롤 디빈                                  |
| 1965        | 미국 콜로라도스프링스                       | 프랑스 알랭 칼매트                              | 미국 스콧 앨런                                  | 캐나다 도널드 나이트                            |
| 1966        | 스위스 다보스                               | 오스트리아 에머리히 댄저                        | 오스트리아 볼프강 슈바르츠                      | 미국 게리 비스콘티                              |
| 1967        | 오스트리아 빈                               | 오스트리아 에머리히 댄저                        | 오스트리아 볼프강 슈바르츠                      | 미국 걱리 비스콘티                              |
| 1968        | 스위스 제네바                               | 오스트리아 에머리히 댄저                        | 미국 팀 우드                                    | 프랑스 패트릭 페라                              |
| 1969        | 미국 콜로라도스프링스, 미국                 | 미국 팀 우드                                    | 체코 온드레 네페라                              | 프랑스 패트릭 페라                              |
| 1970        | 유고슬라비아 류블랴나                       | 미국 팀 우드                                    | 체코 온드레 네페라                              | 동독 귄터 쥘러                                  |
| 1971        | 프랑스 리옹                                 | 체코 온드레 네페라                              | 프랑스 패트릭 페라                              | 소련 세르게이 체트베루킨                        |
| 1972        | 캐나다 캘거리                               | 체코 온드레 네페라                              | 소련 세르게이 첸트베루킨                        | 소련 블라디미르 코바레브                        |
| 1973        | 체코 브라티슬라바, 체코슬로바키아           | 체코 온드레 네페라                              | 소련 세르게이 체트베루킨                        | 동독 잔 호프먼                                  |
| 1974        | 독일 뮌헨, 서독                             | 동독 잔 호프먼                                  | 소련 세르게이 볼코                              | 캐나다 토럴 크랜스톤                            |
| 1975        | 미국 콜로라도스프링스                       | 소련 세르게이 볼코                              | 소련 블라디미르 코바레브                        | 영국 존 커리                                    |
| 1976        | 스웨덴 예테보리                             | 영국 존 커리                                    | 소련 블라디미르 코바레브                        | 동독 잔 호프먼                                  |
| 1977        | 일본 도쿄                                   | 소련 브라디미르 코바레브                        | 동독 잔 호프먼                                  | 일본 미노루 사노                                |
| 1978        | 캐나다 오타와                               | 미국 찰리스 티크너                              | 동독 잔 호프먼                                  | 영국 로빈 커즌스                                |
| 1979        | 오스트리아 빈                               | 소련 블라디미르 코바레브                        | 영국 로빈 커즌스                                | 동독 잔 호프먼                                  |
| 1980        | 독일 도르트문트, 서독                       | 동독 잔 호프먼                                  | 영국 로빈 커즌스                                | 미국 찰리스 티크너                              |
| 1981        | 미국 하트퍼드, 미국                         | 미국 스콧 해밀턴                                | 미국 데이비드 산티                              | 소련 이고르 보브린                              |
| 1982        | 덴마크 코펜하겐                             | 미국 스콧 해밀턴                                | 독일 노버트 쉬램                                | 캐나다 브라이언 포칼                            |
| 1983        | 핀란드 헬싱키                               | 미국 스콧 해밀턴                                | 독일 노버트 쉬램                                | 캐나다 브라이언 오서                            |
| 1984        | 캐나다 오타와                               | 미국 스콧 해밀턴                                | 캐나다 브라이언 오서                            | 소련 알렉산데르 파디브                          |
| 1985        | 일본 도쿄                                   | 소련 알렉산데르 파디브                          | 캐나다 브라이언 오서                            | 미국 브라이언 보이타노                          |
| 1986        | 스위스 제네바                               | 미국 브라이언 보이타노                          | 캐나다 브라이언 오서                            | 소련 알렉산데르 파디브                          |
| 1987        | 미국 신시내티                               | 캐나다 브라이언 오서                            | 미국 브라이언 보이타노                          | 소련 알렉산데르 파디브                          |
| 1988        | 헝가리 부다페스트                           | 미국 브라이언 보이타노                          | 캐나다 브라이언 오서                            | 소련 빅토르 페트렌코                            |
| 1989        | 프랑스 파리                                 | 캐나다 커트 브라우닝                            | 미국 크리스토퍼 보먼                            | 폴란드 그르저고르 필리포스키                    |
| 1990        | 캐나다 핼리팩스                             | 캐나다 커트 브라우닝                            | 소련 빅토르 페트렌코                            | 미국 크리스토퍼 보먼                            |
| 1991        | 독일 뮌헨, 독일                             | 캐나다 커트 브라우닝                            | 소련 빅토르 페트렌코                            | 미국 토드 엘드리지                              |
| 1992        | 미국 오클랜드, 미국                         | 독립국가연합 빅토르 페트렌코                    | 캐나다 커트 브라우닝                            | 캐나다 엘비스 스토코                            |
| 1993        | 체코 프라하, 체코                           | 캐나다 커트 브라우닝                            | 캐나다 엘비스 스토코                            | 러시아 알렉세이 우르마노브                      |
| 1994        | 일본 지바                                   | 캐나다 엘비스 스토코                            | 프랑스 필리프 캔델오로                          | 우크라이나 비아체스라브 자고로드니우크          |
| 1995        | 영국 버밍엄, 영국                           | 캐나다 엘비스 스토코                            | 미국 토드 엘드리지                              | 프랑스 필리프 캔델오로                          |
| 1996        | 캐나다 에드먼턴                             | 미국 토드 엘드리지                              | 러시아 일리야 쿨리크                            | 미국 루디 갈린도                                |
| 1997        | 스위스 로잔                                 | 캐나다 엘비스 스토코                            | 미국 토드 엘드리지                              | 러시아 알렉세이 야구딘                          |
| 1998        | 미국 미니애폴리스, 미국                     | 러시아 알렉세이 야구딘                          | 미국 토드 엘드리지                              | 러시아 예브게니 플루셴코                        |
| 1999        | 핀란드 헬싱키, 핀란드                       | 러시아 알렉세이 야구딘                          | 러시아 예브게니 플루셴코                        | 미국 마이클 와이즈                              |
| 2000        | 프랑스 니스                                 | 러시아 알렉세이 야구딘                          | 캐나다 엘비스 스토코                            | 미국 마이클 와이즈                              |
| 2001        | 캐나다 밴쿠버                               | 러시아 예브게니 플루셴코                        | 러시아 알렉세이 야구딘                          | 미국 토드 엘드리지                              |
| 2002        | 일본 나가노                                 | 러시아 알렉세이 야구딘                          | 미국 티머시 게이블                              | 일본 혼다 다케시                                |
| 2003        | 미국 워싱턴 D.C., 미국                      | 러시아 예브게니 플루셴코                        | 미국 티머시 게이블                              | 일본 혼다 다케시                                |
| 2004        | 독일 도르트문트, 독일                       | 러시아 예브게니 플루셴코                        | 프랑스 브라이언 주베르                          | 독일 스테판 린데만                              |
| 2005        | 러시아 모스크바                             | 스위스 스테판 랑비엘                            | 캐나다 제프리 버틀                              | 미국 에번 라이서첵                              |
| 2006        | 캐나다 캘거리                               | 스위스 스테판 랑비엘                            | 프랑스 브라이언 주베르                          | 미국 에번 라이서첵                              |
| 2007        | 일본 도쿄                                   | 프랑스 브라이언 주베르                          | 일본 다카하시 다이스케                          | 스위스 스테판 랑비엘                            |
| 2008        | 스웨덴 예테보리,                            | 캐나다 제프리 버틀                              | 프랑스 브라이언 주베르                          | 미국 조니 위어                                  |
| 2009        | 미국 로스앤젤레스, 미국                     | 미국 에번 라이서첵                              | 캐나다 패트릭 챈                                | 프랑스 브라이언 주베르                          |
| 2010        | 이탈리아 토리노                             | 일본 다카하시 다이스케                          | 캐나다 패트릭 챈                                | 프랑스 브라이언 주베르                          |
| 2011        | 러시아 모스크바                             | 캐나다 패트릭 챈                                | 일본 고즈카 다카히코                            | 러시아 아르투르 카친스키                        |
| 2012        | 프랑스 니스                                 | 캐나다 패트릭 챈                                | 일본 다카하시 다이스케                          | 일본 하뉴 유즈루                                |
| 2013        | 캐나다 런던                                 | 캐나다 패트릭 챈                                | 카자흐스탄 데니스 텐                            | 스페인 하비에르 페르난데스                      |
| 2014        | 일본 사이타마                               | 일본 하뉴 유즈루                                | 일본 마치다 타츠키                              | 스페인 하비에르 페르난데스                      |
| 2015        | 중국 상하이                                 | 스페인 하비에르 페르난데스                      | 일본 하뉴 유즈루                                | 카자흐스탄 데니스 텐                            |
| 2016        | 미국 보스턴                                 | 스페인 하비에르 페르난데스                      | 일본 하뉴 유즈루                                | 중국 진보양                                     |
| 2017        | 핀란드 헬싱키                               | 일본 하뉴 유즈루                                | 일본 우노 쇼마                                  | 중국 진보양                                     |
| 2018        | 이탈리아 밀라노                             | 미국 네이선 첸                                  | 일본 우노 쇼마                                  | 러시아 미하일 콜랴다                            |
| 2019        | 일본 사이타마                               | 미국 네이선 첸                                  | 일본 하뉴 유즈루                                | 미국 빈센트 저우                                |
| 2020        | 캐나다 몬트리올                             | 코로나19 팬데믹으로 인해 대회가 취소되었습니다. | 코로나19 팬데믹으로 인해 대회가 취소되었습니다. | 코로나19 팬데믹으로 인해 대회가 취소되었습니다. |
| 2021        | 스웨덴 스톡홀름                             | 미국 네이선 첸                                  | 일본 가기야마 유마                              | 일본 하뉴 유즈루                                |
| 2022        | 프랑스 몽펠리에                             | 일본 우노 쇼마                                  | 일본 가기야마 유마                              | 미국 빈센트 저우                                |
| 2023        | 일본 사이타마                               | 일본 우노 쇼마                                  | 대한민국 차준환                                 | 미국 일리아 말리닌                              |
| 2024        | 캐나다 몬트리올                             | 미국 일리아 말리닌                              | 일본 가기야마 유마                              | 프랑스 아담 시아오 힘 파                        |
| 2025        | 미국 보스턴                                 | 미국 일리아 말리닌                              | 카자흐스탄 미하일 샤이도로프                    | 일본 가기야마 유마                              |

## 여자 싱글
| 연도        | 개최지                                               | 금                                        | 은                                        | 동                                        |
| 1906        | 스위스 다보스                                        | 영국 매지 사이어스케이브                  | 오스트리아 예니 헤르츠                    | 헝가리 Lily Kronberger                    |
| 1907        | 오스트리아-헝가리 빈, 오스트리아-헝가리 제국         | 영국 매지 사이어스케이브                  | 오스트리아 예니 헤르츠                    | 헝가리 Lily Kronberger                    |
| 1908        | 오스트리아-헝가리 트로파우, 오스트리아-헝가리 제국   | 헝가리 Lily Kronberger                    | 독일 제국 엘자 렌트슈미트                 |                                           |
| 1909        | 오스트리아-헝가리 부다페스트, 오스트리아-헝가리 제국 | 헝가리 Lily Kronberger                    |                                           |                                           |
| 1910        | 스위스 다보스                                        | 헝가리 Lily Kronberger                    | 독일 제국 엘자 렌트슈미트                 |                                           |
| 1911        | 오스트리아-헝가리 빈                                 | 헝가리 Lily Kronberger                    | 헝가리 오피커 본 메러이 호르바트          | 독일 제국 루도비카 야콥슨아일러스         |
| 1912        | 스위스 다보스                                        | 헝가리 오피커 본 메러이 호르바트          | 영국 도러시 그린허프스미스                | 영국 필리스 존슨                          |
| 1913        | 스웨덴 스톡홀름                                      | 헝가리 오피커 본 메러이 호르바트          | 영국 필리스 존슨                          | 스웨덴 스베아 노렌                        |
| 1914        | 스위스 장크트모리츠                                  | 헝가리 오피커 본 메러이 호르바트          | 오스트리아 앙겔라 항카                    | 영국 필리스 존슨                          |
| 1915 - 1921 | 제1차 세계 대전으로 경기 열리지 않음                 | 제1차 세계 대전으로 경기 열리지 않음      | 제1차 세계 대전으로 경기 열리지 않음      | 제1차 세계 대전으로 경기 열리지 않음      |
| 1922        | 스위스 다보스                                        | 오스트리아 헤르마 슈차보                  | 스웨덴 스베아 노렌                        | 노르웨이 마르고트 모에                    |
| 1923        | 오스트리아 빈                                        | 오스트리아 헤르마 슈차보                  | 오스트리아 지젤라 라이흐만                | 스웨덴 스베아 노렌                        |
| 1924        | 노르웨이 오슬로                                      | 오스트리아 헤르마 슈차보                  | 독일엘렌 브로크회프트                     | 미국 비어트릭스 로런                      |
| 1925        | 스위스 다보스                                        | 오스트리아 헤르마 슈차보                  | 독일 엘렌 브로크회프트                    | 독일 엘리자베트 보켈                      |
| 1926        | 스웨덴 스톡홀름                                      | 오스트리아 헤르마 슈차보                  | 노르웨이 소냐 헤니                        | 영국 캐슬린 쇼                            |
| 1927        | 노르웨이 오슬로                                      | 노르웨이 소냐 헤니                        | 오스트리아 헤르마 슈차보                  | 노르웨이 카렌 시멘센                      |
| 1928        | 영국 런던                                            | 노르웨이 소냐 헤니                        | 미국 매리벌 빈슨                          | 오스트리아 프리치 부르거                  |
| 1929        | 헝가리 부다페스트                                    | 노르웨이 소냐 헤니                        | 오스트리아 프리치 부르거                  | 오스트리아 멜리타 브루너                  |
| 1930        | 미국 뉴욕, 미국                                      | 노르웨이 소냐 헤니                        | 캐나다 세실 스미스                        | 미국 매리벌 빈슨                          |
| 1931        | 독일 베를린, 독일                                    | 노르웨이 소냐 헤니                        | 오스트리아 힐데 홀로프스키                | 오스트리아 프리치 부르거                  |
| 1932        | 캐나다 몬트리올                                      | 노르웨이 소냐 헤니                        | 오스트리아 프리치 부르거                  | 캐나다 콘스턴스 윌슨새뮤얼                |
| 1933        | 스웨덴 스톡홀름,                                     | 노르웨이 소냐 헤니                        | 스웨덴 비비안네 훌텐                      | 오스트리아 힐데 홀로프스키                |
| 1934        | 노르웨이 오슬로, 노르웨이                            | 노르웨이 소냐 헤니                        | 영국 메건 테일러                          | 오스트리아 리젤로테 란트베크              |
| 1935        | 오스트리아 빈, 오스트리아                            | 노르웨이 소냐 헤니                        | 영국 세실리아 콜리지                      | 스웨덴 비비안네 훌텐                      |
| 1936        | 프랑스 파리                                          | 노르웨이 소냐 헤니                        | 영국 메건 테일러                          | 스웨덴 비비안네 훌텐                      |
| 1937        | 영국 런던, 영국                                      | 영국 세실리아 콜리지                      | 영국 메건 테일러                          | 스웨덴 비비안네 훌텐                      |
| 1938        | 스웨덴 스톡홀름,                                     | 영국 메건 테일러                          | 영국 세실리아 콜리지                      | 미국 헤디 스테너프                        |
| 1939        | 체코 프라하, 체코슬로바키아                          | 영국 메건 테일러                          | 미국 Hedy Stenuf                          | 영국 대프니 워커                          |
| 1940 - 1946 | 제2차 세계 대전으로 인해 경기 열리지 않음            | 제2차 세계 대전으로 인해 경기 열리지 않음 | 제2차 세계 대전으로 인해 경기 열리지 않음 | 제2차 세계 대전으로 인해 경기 열리지 않음 |
| 1947        | 스웨덴 스톡홀름,                                     | 캐나다 바버라 앤 스콧                     | 영국 대프니 워커                          | 미국 그레천 메릴                          |
| 1948        | 스위스 다보스                                        | 캐나다 바버라 앤 스콧                     | 오스트리아 Eva Pawlik                     | 체코 Jiřina Nekolová                      |
| 1949        | 프랑스 파리                                          | 체코 Alena Vrzáňová                       | 미국 이본 셔먼                            | 영국 자넷 알트웨그                        |
| 1950        | 영국 런던, 영국                                      | 체코 Alena Vrzáňová                       | 영국 자넷 알트웨그                        | 미국 이본 셔먼                            |
| 1951        | 이탈리아 밀라노                                      | 영국 자넷 알트웨그                        | 프랑스 Jaqueline du Bief                  | 미국 Sonya Klopfer                        |
| 1952        | 프랑스 파리                                          | 프랑스 Jaqueline du Bief                  | 미국 Sonya Klopfer                        | 미국 버지니아 백스터                      |
| 1953        | 스위스 다보스                                        | 미국 텐리 올브라이트                      | 독일 군디 부슈                            | 영국 Valda Osborn                         |
| 1954        | 노르웨이 오슬로, 노르웨이                            | 독일 군디 부슈                            | 미국 텐리 올브라이트                      | 영국 에리카 배철러                        |
| 1955        | 오스트리아 빈, 오스트리아                            | 미국 텐리 올브라이트                      | 미국 캐럴 하이스                          | 오스트리아 하나 아이겔                    |
| 1956        | 독일 가르미쉬-파르텐키르헨, 서독                     | 미국 캐럴 하이스                          | 미국 텐리 올브라이트                      | 오스트리아 잉그리트 벤들                  |
| 1957        | 미국 콜로라도스프링스, 미국                          | 미국 캐럴 하이스                          | 오스트리아 하나 아이겔                    | 오스트리아 잉그리트 벤들                  |
| 1958        | 프랑스 파리                                          | 미국 캐럴 하이스                          | 오스트리아 잉그리트 벤들                  | 오스트리아 하나 발터                      |
| 1959        | 미국 콜로라도스프링스, 미국                          | 미국 캐럴 하이스                          | 오스트리아 하나 발터                      | 네덜란드 샤우켜 데이크스트라              |
| 1960        | 캐나다 밴쿠버                                        | 미국 캐럴 하이스                          | 네덜란드 샤우켜 데이크스트라              | 미국 바버라 앤 롤스                       |
| 1961        | 비행기 추락 사고로 인해 경기 취소                    | 비행기 추락 사고로 인해 경기 취소         | 비행기 추락 사고로 인해 경기 취소         | 비행기 추락 사고로 인해 경기 취소         |
| 1962        | 체코 프라하, 체코슬로바키아                          | 네덜란드 샤우켜 데이크스트라              | 캐나다 웬디 그라이너                      | 오스트리아 Regine Heitzer                 |
| 1963        | 이탈리아 코르티나담페초                              | 네덜란드 샤우켜 데이크스트라              | 오스트리아 Regine Heitzer                 | 프랑스 Nicole Hassler                     |
| 1964        | 독일 도르트문트, 서독                                | 네덜란드 샤우켜 데이크스트라              | 오스트리아 Regine Heitzer                 | 캐나다 Petra Burka                        |
| 1965        | 미국 콜로라도스프링스, 미국                          | 캐나다 Petra Burka                        | 오스트리아 Regine Heitzer                 | 미국 페기 플레밍                          |
| 1966        | 스위스 다보스                                        | 미국 페기 플레밍                          | 동독 가브리엘 세이페르트                  | 캐나다 Petra Burka                        |
| 1967        | 오스트리아 빈, 오스트리아                            | 미국 페기 플레밍                          | 동독 가브리엘 세이페르트                  | 체코 하나 마슈코바                        |
| 1968        | 스위스 제네바                                        | 미국 페기 플레밍                          | 동독 가브리엘 세이페르트                  | 체코 하나 마슈코바                        |
| 1969        | 미국 콜로라도스프링스, 미국                          | 동독 가브리엘 세이페르트                  | 오스트리아 베아트릭스 슈바                | 헝가리 Zsuzsa Almassy                     |
| 1970        | 유고슬라비아 류블랴나, 유고슬라비아                  | 동독 가브리엘 세이페르트                  | 오스트리아 베아트릭스 슈바                | 미국 줄리 린 홈스                         |
| 1971        | 프랑스 리옹                                          | 오스트리아 베아트릭스 슈바                | 미국 줄리 린 홈스                         | 캐나다 캐런 매그너슨                      |
| 1972        | 캐나다 캘거리                                        | 오스트리아 베아트릭스 슈바                | 캐나다 캐런 매그너슨                      | 미국 재닛 린                              |
| 1973        | 체코 브라티슬라바, 체코슬로바키아                    | 캐나다 캐런 매그너슨                      | 미국 재닛 린                              | 동독 크리스틴 에라스                      |
| 1974        | 독일 뮌헨, 서독                                      | 동독 크리스틴 에라스                      | 미국 도러시 해밀                          | 네덜란드 다이앤 드리우                    |
| 1975        | 미국 콜로라도스프링스, 미국                          | 네덜란드 다이앤 드리우                    | 미국 도러시 해밀                          | 동독 크리스틴 에라스                      |
| 1976        | 스웨덴 예테보리,                                     | 미국 도러시 해밀                          | 동독 크리스틴 에라스                      | 네덜란드 다이앤 드리우                    |
| 1977        | 일본 도쿄                                            | 미국 린다 프랜티아니                      | 동독 아네트 퓌츠시                        | 독일 다그마 루츠                          |
| 1978        | 캐나다 오타와                                        | 동독 아네트 퓌츠시                        | 미국 린다 프랜티아니                      | 이탈리아 수산나 드리아노                  |
| 1979        | 오스트리아 빈, 오스트리아                            | 미국 린다 프랜티아니                      | 동독 아네트 퓌츠시                        | 일본 에미 와타나베                        |
| 1980        | 독일 도르트문트, 서독                                | 동독 아네트 퓌츠시                        | 독일 다그마 루츠                          | 미국 린다 프랜티아니                      |
| 1981        | 미국 하트퍼드, 미국                                  | 스위스 데니스 비엘만                      | 미국 일레인 자약                          | 오스트리아 클라우디아 크리스토픽스빈더    |
| 1982        | 덴마크 코펜하겐, 덴마크                              | 미국 일레인 자약                          | 동독 카타리나 비트                        | 오스트리아 클라우디아 크리스토픽스빈더    |
| 1983        | 핀란드 헬싱키, 핀란드                                | 미국 로살린 섬너스                        | 독일 클라우디아 라이스트너                | 소련 옐레나 보도레조바                    |
| 1984        | 캐나다 오타와                                        | 동독 카타리나 비트                        | 소련 안나 콘드라쇼바                      | 미국 일레인 자약                          |
| 1985        | 일본 도쿄                                            | 동독 카타리나 비트                        | 소련 키라 이바노바                        | 미국 티파니 친                            |
| 1986        | 스위스 제네바                                        | 미국 데비 토머스                          | 동독 카타리나 비트                        | 미국 티파니 친                            |
| 1987        | 미국 신시내티, 미국                                  | 동독 카타리나 비트                        | 미국 데비 토머스                          | 미국 카린 카다비                          |
| 1988        | 헝가리 부다페스트, 헝가리                            | 동독 카타리나 비트                        | 캐나다 엘리자베스 맨리                    | 미국 데비 토머스                          |
| 1989        | 프랑스 파리                                          | 일본 이토 미도리                          | 독일 클라우디아 라이스트너                | 미국 질 트레나리                          |
| 1990        | 캐나다 핼리팩스                                      | 미국 질 트레나리                          | 일본 이토 미도리                          | 미국 홀리 쿠크                            |
| 1991        | 독일 뮌헨, 독일                                      | 미국 크리스티 야마구치                    | 미국 토냐 하딩                            | 미국 낸시 캐리건                          |
| 1992        | 미국 오클랜드, 미국                                  | 미국 크리스티 야마구치                    | 미국 낸시 캐리건                          | 중국 천루                                 |
| 1993        | 체코 프라하, 체코                                    | 우크라이나 옥사나 바이울                  | 프랑스 수리아 보날리                      | 중국 천루                                 |
| 1994        | 일본 지바                                            | 일본 유카 사토                            | 프랑스 수리아 보날리                      | 독일 탄야 쉐체브첸코                      |
| 1995        | 영국 버밍엄, 영국                                    | 중국 천루                                 | 프랑스 수리아 보날리                      | 미국 니콜 보벡                            |
| 1996        | 캐나다 에드먼턴                                      | 미국 미셸 콴                              | 중국 천루                                 | 러시아 이리나 슬루츠카야                  |
| 1997        | 스위스 로잔                                          | 미국 타라 리핀스키                        | 미국 미셸 콴                              | 프랑스 바네사 구스메로리                  |
| 1998        | 미국 미니애폴리스, 미국                              | 미국 미셸 콴                              | 러시아 이리나 슬루츠카야                  | 러시아 마리아 부틸스카야                  |
| 1999        | 핀란드 헬싱키, 핀란드                                | 러시아 마리아 부틸스카야                  | 미국 미셸 콴                              | 러시아 줄리아 솔다토바                    |
| 2000        | 프랑스 니스                                          | 미국 미셸 콴                              | 러시아 이리나 슬루츠카야                  | 러시아 마리아 부틸스카야                  |
| 2001        | 캐나다 밴쿠버                                        | 미국 미셸 콴                              | 러시아 이리나 슬루츠카야                  | 미국 사라 휴즈                            |
| 2002        | 일본 나가노                                          | 러시아 이리나 슬루츠카야                  | 미국 미셸 콴                              | 일본 스구리 후미에                        |
| 2003        | 미국 워싱턴 D.C., 미국                               | 미국 미셸 콴                              | 러시아 옐레나 소코로바                    | 일본 스구리 후미에                        |
| 2004        | 독일 도르트문트, 독일                                | 일본 아라카와 시즈카                      | 미국 사샤 코언                            | 미국 미셸 콴                              |
| 2005        | 러시아 모스크바                                      | 러시아 이리나 슬루츠카야                  | 미국 사샤 코언                            | 이탈리아 카롤리나 코스트너                |
| 2006        | 캐나다 캘거리                                        | 미국 키미 마이즈너                        | 일본 스구리 후미에                        | 미국 사샤 코언                            |
| 2007        | 일본 도쿄                                            | 일본 안도 미키                            | 일본 아사다 마오                          | 대한민국 김연아                           |
| 2008        | 스웨덴 예테보리,                                     | 일본 아사다 마오                          | 이탈리아 카롤리나 코스트너                | 대한민국 김연아                           |
| 2009        | 미국 로스앤젤레스, 미국                              | 대한민국 김연아                           | 캐나다 조아니 로셰트                      | 일본 안도 미키                            |
| 2010        | 이탈리아 토리노                                      | 일본 아사다 마오                          | 대한민국 김연아                           | 핀란드 라우라 레피스퇴                    |
| 2011        | 러시아 모스크바                                      | 일본 안도 미키                            | 대한민국 김연아                           | 이탈리아 카롤리나 코스트너                |
| 2012        | 프랑스 니스                                          | 이탈리아 카롤리나 코스트너                | 러시아 알레나 레오노바                    | 일본 스즈키 아키코                        |
| 2013        | 캐나다 런던                                          | 대한민국 김연아                           | 이탈리아 카롤리나 코스트너                | 일본 아사다 마오                          |
| 2014        | 일본 사이타마                                        | 일본 아사다 마오                          | 러시아 율리아 리프니츠카야                | 이탈리아 카롤리나 코스트너                |
| 2015        | 중국 상하이                                          | 러시아 옐리자베타 툭타미셰바              | 일본 미야하라 사토코                      | 러시아 옐레나 라디오노바                  |
| 2016        | 미국 보스턴                                          | 러시아 예브게니아 메드베데바              | 미국 애슐리 와그너                        | 러시아 안나 포고릴라야                    |
| 2017        | 핀란드 헬싱키                                        | 러시아 예브게니아 메드베데바              | 캐나다 케이틀린 오스먼드                  | 캐나다 가브리엘 데일먼                    |

## 아이스 댄싱
| 연도        | 개최지                                       | 금                                                       | 은                                                  | 동                                                   |
| 1908        | 러시아 상트 페테르부르크                     | 독일 제국 아나 휘블러 / 하인리히 부르거                  | 영국 필리스 존슨 / 제임스 H. 존슨                   | 러시아 A. L. 피셔 / L. P. 포포바                     |
| 1909        | 스웨덴 스톡홀름,                             | 영국 필리스 존슨 / 제임스 H. 존슨                        | 스웨덴 Valborg Lindahl / Nils Rosenius              | 스웨덴 Gertrud Strom / Richard Johanson              |
| 1910        | 독일 제국 베를린, 독일 제국                  | 독일 제국 아나 휘블러 / 하인리히 부르거                  | 독일 제국 Ludowika Eilers / 핀란드 Walter Jakobsson | 영국 필리스 존슨 / 제임스 H. 존슨                    |
| 1911        | 오스트리아-헝가리 빈, 오스트리아-헝가리 제국 | 독일 제국 Ludowika Eilers / 핀란드 Walter Jakobsson      |                                                     |                                                      |
| 1912        | 영국 맨체스터, 영국                          | 영국 필리스 존슨 / 제임스 H. 존슨                        | 핀란드 Ludowika Jakobsson-Eilers / Walter Jakobsson | 노르웨이 Alexia Schøien / Yngvar Bryn                |
| 1913        | 스웨덴 스톡홀름,                             | 오스트리아 헬레네 엥겔만 / Karl Mejstrik                 | 핀란드 Ludowika Jakobsson-Eilers / Walter Jakobsson | 오스트리아 Christa von Szabó / 레오 호로비츠         |
| 1914        | 스위스 장크트모리츠                          | 핀란드 Ludowika Jakobsson-Eilers / Walter Jakobsson      | 오스트리아 헬레네 엥겔만 / Karl Mejstrik            | 오스트리아 Christa von Szabó / 레오 호로비츠         |
| 1915 - 1921 | 제1차 세계 대전으로 경기 열리지 않음         | 제1차 세계 대전으로 경기 열리지 않음                     | 제1차 세계 대전으로 경기 열리지 않음                | 제1차 세계 대전으로 경기 열리지 않음                 |
| 1922        | 스위스 다보스                                | 오스트리아 헬레네 엥겔만 / 알프레트 베르거               | 핀란드 Ludowika Jakobsson-Eilers / Walter Jakobsson | 독일 Margaret Metzner / 파울 메츠너                  |
| 1923        | 노르웨이 오슬로, 노르웨이                    | 핀란드 Ludowika Jakobsson-Eilers / Walter Jakobsson      | 노르웨이 Alexia Bryn-Schøien / Yngvar Bryn          | 스웨덴 Elna Henrikson / Kaj af Ekström               |
| 1924        | 영국 맨체스터, 영국                          | 오스트리아 헬레네 엥겔만 / 알프레트 베르거               | 영국 Ethel Muckelt / John F. Page                   | 스웨덴 Elna Henrikson / Kaj af Ekström               |
| 1925        | 오스트리아 빈, 오스트리아                    | 오스트리아 Herma Szabo / Ludwig Wrede                    | 프랑스 Andreé Joly-Brunet / 피에르 브뤼네           | 오스트리아 릴리 숄츠 / 오토 카이저                   |
| 1926        | 독일 베를린, 독일                            | 프랑스 Andreé Joly-Brunet / 피에르 브뤼네                | 오스트리아 릴리 숄츠 / 오토 카이저                  | 오스트리아 Herma Szabo / Ludwig Wrede                |
| 1927        | 오스트리아 빈, 오스트리아                    | 오스트리아 Herma Szabo / Ludwig Wrede                    | 오스트리아 릴리 숄츠 / 오토 카이저                  | 체코 Else Hoppe / Oscar Hoppe                        |
| 1928        | 영국 런던, 영국                              | 프랑스 Andreé Joly-Brunet / 피에르 브뤼네                | 오스트리아 릴리 숄츠 / 오토 카이저                  | 오스트리아 Melitta Brunner / Ludwig Wrede            |
| 1929        | 헝가리 부다페스트, 헝가리                    | 오스트리아 릴리 숄츠 / 오토 카이저                       | 오스트리아 Melitta Brunner / Ludwig Wrede           | 헝가리 Olga Orgonista / Sandor Szalay                |
| 1930        | 미국 뉴욕, 미국                              | 프랑스 Andreé Joly-Brunet / 피에르 브뤼네                | 오스트리아 Melitta Brunner / Ludwig Wrede           | 미국 Beatrix Loughran / 셔윈 배저                    |
| 1931        | 독일 베를린, 독일                            | 헝가리 Emelie Rotter / Laszlo Szolas                     | 헝가리 Olga Orgonista / Sandor Szalay               | 오스트리아 Idi Papez / 카를 츠바크                   |
| 1932        | 캐나다 몬트리올                              | 프랑스 Andreé Joly-Brunet / 피에르 브뤼네                | 헝가리 Emelie Rotter / Laszlo Szolas                | 미국 Beatrix Loughran / 셔윈 배저                    |
| 1933        | 스웨덴 스톡홀름,                             | 헝가리 Emelie Rotter / Laszlo Szolas                     | 오스트리아 Idi Papez / 카를 츠바크                  | 노르웨이 Randi Bakke-Gjertsen / Christen Christensen |
| 1934        | 핀란드 헬싱키, 핀란드                        | 헝가리 Emelie Rotter / Laszlo Szolas                     | 오스트리아 Idi Papez / 카를 츠바크                  | 나치 독일 Maxi Herber / 에른스트 바이어              |
| 1935        | 헝가리 부다페스트, 헝가리                    | 헝가리 Emelie Rotter / Laszlo Szolas                     | 오스트리아 Ilse Pausin / Erich Pausin               | 헝가리 Lucy Gallo / Rezso Dillinger                  |
| 1936        | 프랑스 파리                                  | 나치 독일 Maxi Herber / 에른스트 바이어                  | 오스트리아 Ilse Pausin / Erich Pausin               | 영국 바이얼릿 클리프 / 레슬리 클리프                 |
| 1937        | 오스트리아 빈, 오스트리아                    | 나치 독일 Maxi Herber / 에른스트 바이어                  | 오스트리아 Ilse Pausin / Erich Pausin               | 영국 바이얼릿 클리프 / 레슬리 클리프                 |
| 1938        | 나치 독일 베를린, 나치 독일                  | 나치 독일 Maxi Herber / 에른스트 바이어                  | 오스트리아 Ilse Pausin / Erich Pausin               | 나치 독일 일제 코흐 / Gunther Noack                  |
| 1939        | 헝가리 부다페스트, 헝가리                    | 나치 독일 Maxi Herber / 에른스트 바이어                  | 나치 독일 Ilse Pausin / Erich Pausin                | 나치 독일 일제 코흐 / Gunther Noack                  |
| 1940 - 1946 | 제2차 세계 대전으로 경기 열리지 않음         | 제2차 세계 대전으로 경기 열리지 않음                     | 제2차 세계 대전으로 경기 열리지 않음                | 제2차 세계 대전으로 경기 열리지 않음                 |
| 1947        | 스웨덴 스톡홀름,                             | 벨기에 Micheline Lannoy / Pierre Baugniet                | 미국 캐럴 케네디 / 피터 케네디                      | 벨기에 Suzanne Diskeuve / Edmond Verbustel           |
| 1948        | 스위스 다보스                                | 벨기에 Micheline Lannoy / Pierre Baugniet                | 헝가리 Andrea Kékesy / Ede Király                   | 캐나다 Suzanne Morrow / Wallace Diestelmeyer         |
| 1949        | 프랑스 파리                                  | 헝가리 Andrea Kékesy / Ede Király                        | 미국 캐럴 E. 케네디 / 피터 케네디                   | 미국 앤 데이비스 / Carleton Hoffner                  |
| 1950        | 영국 런던, 영국                              | 미국 캐럴 케네디 / 피터 케네디                           | 영국 제니퍼 닉스 / 존 닉스                          | 헝가리 Marianne Nagy / László Nagy                   |
| 1951        | 이탈리아 밀라노                              | 독일 리아 바란 / Paul Falk                               | 미국 캐럴 케네디 / 피터 케네디                      | 영국 제니퍼 닉스 / 존 닉스                           |
| 1952        | 프랑스 파리                                  | 독일 리아 바란 / Paul Falk                               | 미국 캐럴 케네디 / 피터 케네디                      | 영국 제니퍼 닉스 / 존 닉스                           |
| 1953        | 스위스 다보스                                | 영국 제니퍼 닉스 / 존 닉스                               | 캐나다 프랜시스 더포 / 노리스 보든                  | 헝가리 Marianne Nagy / László Nagy                   |
| 1954        | 노르웨이 오슬로, 노르웨이                    | 캐나다 프랜시스 더포 / 노리스 보든                       | 스위스 Silvia Grandjean / Michel Grandjean          | 오스트리아 엘리자베트 슈바르츠 / 쿠르트 오펠트       |
| 1955        | 오스트리아 빈, 오스트리아                    | 캐나다 프랜시스 더포 / 노리스 보든                       | 오스트리아 엘리자베트 슈바르츠 / 쿠르트 오펠트      | 헝가리 Marianne Nagy / László Nagy                   |
| 1956        | 독일 가르미쉬-파르텐키르헨, 서독             | 오스트리아 엘리자베트 슈바르츠 / 쿠르트 오펠트           | 캐나다 프랜시스 더포 / 노리스 보든                  | 독일 마리카 킬리우스 / Franz Ningel                  |
| 1957        | 미국 콜로라도스프링스, 미국                  | 캐나다 바버라 와그너 / 로버트 폴                         | 독일 마리카 킬리우스 / Franz Ningel                 | 캐나다 Maria Jelinek / Otto Jelinek                  |
| 1958        | 프랑스 파리                                  | 캐나다 바버라 와그너 / 로버트 폴                         | 체코 Věra Suchánková / Zdeněk Doležal               | 캐나다 Maria Jelinek / Otto Jelinek                  |
| 1959        | 미국 콜로라도스프링스, 미국                  | 캐나다 바버라 와그너 / 로버트 폴                         | 독일 마리카 킬리우스 / Hans-Jürgen Bäumler          | 미국 랜시 러딩턴 / 로널드 러딩턴                     |
| 1960        | 캐나다 밴쿠버                                | 캐나다 바버라 와그너 / 로버트 폴                         | 캐나다 Maria Jelinek / Otto Jelinek                 | 독일 마리카 킬리우스 / Hans-Jürgen Bäumler           |
| 1961        | 비행기 추락사고로 경기 취소                  | 비행기 추락사고로 경기 취소                              | 비행기 추락사고로 경기 취소                         | 비행기 추락사고로 경기 취소                          |
| 1962        | 체코 프라하, 체코슬로바키아                  | 캐나다 Maria Jelinek / Otto Jelinek                      | 소련 Ludmila Belousova / Oleg Protopopov            | 독일 Margret Göbel / Franz Ningel                    |
| 1963        | 이탈리아 코르티나담페초                      | 독일 마리카 킬리우스 / Hans-Jürgen Bäumler               | 소련 Ludmila Belousova / Oleg Protopopov            | 소련 Tatiana Zhuk / Aleksandr Gavrilov               |
| 1964        | 독일 도르트문트, 서독                        | 독일 마리카 킬리우스 / Hans-Jürgen Bäumler               | 소련 Ludmila Belousova / Oleg Protopopov            | 캐나다 Debbi Wilkes / Guy Revell                     |
| 1965        | 미국 콜로라도스프링스, 미국                  | 소련 Ludmila Belousova / Oleg Protopopov                 | 미국 비비언 조지프 / 로널드 조지프                  | 소련 Tatiana Zhuk / Aleksandr Gorelik                |
| 1966        | 스위스 다보스                                | 소련 Ludmila Belousova / Oleg Protopopov                 | 소련 Tatiana Zhuk / Aleksandr Gorelik               | 미국 Cynthia Kauffmann / Ronald Kauffmann            |
| 1967        | 오스트리아 빈, 오스트리아                    | 소련 Ludmila Belousova / Oleg Protopopov                 | 독일 Margot Glockshuber / Wolfgang Danne            | 미국 Cynthia Kauffmann / Ronald Kauffmann            |
| 1968        | 스위스 제네바                                | 소련 Ludmila Belousova / Oleg Protopopov                 | 소련 Tatiana Zhuk / Aleksandr Gorelik               | 미국 Cynthia Kauffmann / Ronald Kauffmann            |
| 1969        | 미국 콜로라도스프링스, 미국                  | 소련 이리나 로드니나 / Alexei Ulyanov                    | 소련 Tamara Moskvina / Alexei Mishin                | 소련 Ludmila Belousova / Oleg Protopopov             |
| 1970        | 유고슬라비아 류블랴나, 유고슬라비아          | 소련 이리나 로드니나 / 알렉세이 울라노프                 | 소련 Liudmila Smirnova / Andrei Suraikin            | 동독 하이데마리 슈타이너 / 하인츠울리히 발터         |
| 1971        | 프랑스 리옹                                  | 소련 이리나 로드니나 / 알렉세이 울라노프                 | 소련 Liudmila Smirnova / Andrei Suraikin            | 미국 얼리샤 조 스타벅 / 케네스 셸리                  |
| 1972        | 캐나다 캘거리                                | 소련 이리나 로드니나 / 알렉세이 울라노프                 | 소련 Liudmila Smirnova / Andrei Suraikin            | 미국 얼리샤 조 스타벅 / 케네스 셸리                  |
| 1973        | 체코 브라티슬라바, 체코슬로바키아            | 소련 이리나 로드니나 / Alexander Zaitsev                 | 소련 Liudmila Smirnova / Alexei Ulyanov             | 동독 마누엘라 그로스 / 우베 카겔만                   |
| 1974        | 독일 뮌헨, 서독                              | 소련 이리나 로드니나 / Alexander Zaitsev                 | 소련 Liudmila Smirnova / 알렉세이 울라노프          | 동독 Romy Kermer / 롤프 외스터라이히                 |
| 1975        | 미국 콜로라도스프링스, 미국                  | 소련 이리나 로드니나 / Alexander Zaitsev                 | 동독 Romy Kermer / 롤프 외스터라이히                | 동독 마누엘라 그로스 / 우베 카겔만                   |
| 1976        | 스웨덴 예테보리,                             | 소련 이리나 로드니나 / Alexander Zaitsev                 | 동독 Romy Kermer / 롤프 외스터라이히                | 소련 이리나 보로비예바 / Alexandr Vlasov             |
| 1977        | 일본 도쿄                                    | 소련 이리나 로드니나 / Alexander Zaitsev                 | 소련 이리나 보로비예바 / Alexandr Vlasov            | 미국 Tai Reina Babilonia / 랜디 가드너               |
| 1978        | 캐나다 오타와                                | 소련 이리나 로드니나 / Alexander Zaitsev                 | 동독 Manuela Mager / Uwe Bewersdorf                 | 미국 Tai Reina Babilonia / 랜디 가드너               |
| 1979        | 오스트리아 빈, 오스트리아                    | 미국 Tai Reina Babilonia / 랜디 가드너                   | 소련 Marina Cherkasova / Sergej Schachrai           | 동독 Sabine Baeß / Tassilo Thierbach                 |
| 1980        | 서독 도르트문트, 서독                        | 소련 Marina Cherkasova / Sergej Schachrai                | 동독 Manuela Mager / Uwe Bewersdorf                 | 소련 Maria Pestova / Stanislav Leonovich             |
| 1981        | 미국 하트퍼드                                | 소련 이리나 보로비예바 / 이고리 리솝스키                 | 동독 Sabine Baeß / Tassilo Thierbach                | 독일 크리스티나 리겔 / 안드레아스 니슈비츠           |
| 1982        | 덴마크 코펜하겐, 덴마크                      | 동독 Sabine Baeß / Tassilo Thierbach                     | 소련 Maria Pestova / Stanislav Leonovich            | 미국 케이틀린 캐러더스 / 피터 캐러더스               |
| 1983        | 핀란드 헬싱키, 핀란드                        | 소련 옐레나 발로바 / 올레크 바실리예프                   | 동독 Sabine Baeß / Tassilo Thierbach                | 캐나다 바버라 언더힐 / 폴 마티니                     |
| 1984        | 캐나다 오타와                                | 캐나다 바버라 언더힐 / 폴 마티니                         | 소련 옐레나 발로바 / 올레크 바실리예프              | 동독 Sabine Baeß / Tassilo Thierbach                 |
| 1985        | 일본 도쿄                                    | 소련 옐레나 발로바 / 올레크 바실리예프                   | 소련 Larisa Selezneva / 올레크 마카로프             | 캐나다 Katherina Matousek / 로이드 아이슬러          |
| 1986        | 스위스 제네바                                | 소련 예카테리나 고르데예바 / 세르게이 그린코프           | 소련 옐레나 발로바 / 올레크 바실리예프              | 캐나다 Cynthia Coull / 마크 로섬                     |
| 1987        | 미국 신시내티, 미국                          | 소련 예카테리나 고르데예바 / 세르게이 그린코프           | 소련 옐레나 발로바 / 올레크 바실리예프              | 미국 질 왓슨 / 피터 오퍼가드                         |
| 1988        | 헝가리 부다페스트, 헝가리                    | 소련 옐레나 발로바 / 올레크 바실리예프                   | 소련 예카테리나 고르데예바 / 세르게이 그린코프      | 소련 Larisa Selezneva / 올레크 마카로프              |
| 1989        | 프랑스 파리                                  | 소련 예카테리나 고르데예바 / 세르게이 그린코프           | 캐나다 신디 랜드리 / Lyndon Johnston                | 소련 Elena Bechke / 데니스 페트로프                  |
| 1990        | 캐나다 핼리팩스                              | 소련 예카테리나 고르데예바 / 세르게이 그린코프           | 캐나다 Isabelle Brasseur / 로이드 아이슬러          | 소련 Natalia Mishkutenok / 아르투르 드미트리예프     |
| 1991        | 독일 뮌헨, 독일                              | 소련 Natalia Mishkutenok / 아르투르 드미트리예프         | 캐나다 Isabelle Brasseur / 로이드 아이슬러          | 미국 너태샤 쿠치키 / 토드 샌드                       |
| 1992        | 미국 오클랜드, 미국                          | 독립국가연합 Natalia Mishkutenok / 아르투르 드미트리예프 | 체코 Radka Kovaříková / René Novotný                | 캐나다 Isabelle Brasseur / 로이드 아이슬러           |
| 1993        | 체코 프라하, 체코                            | 캐나다 Isabelle Brasseur / 로이드 아이슬러               | 독일 Mandy Wötzel / Ingo Steuer                     | 러시아 Yevgenya Shishkova / Vadim Naumov             |
| 1994        | 일본 지바                                    | 러시아 Yevgenya Shishkova / Vadim Naumov                 | 캐나다 Isabelle Brasseur / 로이드 아이슬러          | 러시아 Marina Eltsova / 안드레이 부시코프            |
| 1995        | 영국 버밍엄, 영국                            | 체코 Radka Kovaříková / René Novotný                     | 러시아 Yevgenya Shishkova / Vadim Naumov            | 미국 Jenni Meno / 토드 샌드                          |
| 1996        | 캐나다 에드먼턴                              | 러시아 Marina Eltsova / 안드레이 부시코프                | 독일 Mandy Wötzel / Ingo Steuer                     | 미국 Jenni Meno / 토드 샌드                          |
| 1997        | 스위스 로잔                                  | 독일 Mandy Wötzel / Ingo Steuer                          | 러시아 Marina Eltsova / 안드레이 부시코프           | 러시아 Oksana Kazakova / 아르투르 드미트리예프       |
| 1998        | 미국 미니애폴리스, 미국                      | 러시아 Yelena Berezhnaya / Anton Sikharulidze            | 미국 Jenni Meno / 토드 샌드                         | 독일 Peggy Schwartz / 미르코 뮐러                    |
| 1999        | 핀란드 헬싱키, 핀란드                        | 러시아 Yelena Berezhnaya / Anton Sikharulidze            | 중국 선쉐 / 자오훙보                                | 폴란드 Darota Zagorska / Mariusz Siudek              |
| 2000        | 프랑스 니스                                  | 러시아 마리야 페트로바 / 알렉세이 티호노프               | 중국 선쉐 / 자오훙보                                | 프랑스Sarah Abitbol / Stephane Bernadis              |
| 2001        | 캐나다 밴쿠버                                | 캐나다 Jamie Salé / David Pelletier                      | 러시아 Yelena Berezhnaya / Anton Sikharulidze       | 중국 선쉐 / 자오훙보                                 |
| 2002        | 일본 나가노                                  | 중국 선쉐 / 자오훙보                                     | 러시아 Tatiana Totmianina / 막심 마리닌             | 미국 Kyoko Ina / John Zimmerman                      |
| 2003        | 미국 워싱턴 D.C., 미국                       | 중국 선쉐 / 자오훙보                                     | 러시아 Tatiana Totmianina / 막심 마리닌             | 러시아 마리야 페트로바 / 알렉세이 티호노프           |
| 2004        | 독일 도르트문트, 독일                        | 러시아 Tatiana Totmianina / 막심 마리닌                  | 중국 선쉐 / 자오훙보                                | 중국 팡칭 / 퉁젠                                     |
| 2005        | 러시아 모스크바                              | 러시아 Tatiana Totmianina / 막심 마리닌                  | 러시아 마리야 페트로바 / 알렉세이 티호노프          | 중국 장단 / 장하오                                   |
| 2006        | 캐나다 캘거리                                | 중국 팡칭 / 퉁젠                                         | 중국 장단 / 장하오                                  | 러시아 마리야 페트로바 / 알렉세이 티호노프           |
| 2007        | 일본 도쿄                                    | 중국 선쉐 / 자오훙보                                     | 중국 팡칭 / 퉁젠                                    | 독일 알료나 자브쳉코 / 로빈 숄코비                   |
| 2008        | 스웨덴 예테보리,                             | 독일 알료나 자브쳉코 / 로빈 숄코비                       | 중국 장단 / 장하오                                  | 캐나다 Jessica Dube / 브라이스 데이비슨              |
| 2009        | 미국 로스앤젤레스, 미국                      | 독일 알료나 자브쳉코 / 로빈 숄코비                       | 중국 장단 / 장하오                                  | 러시아 유코 카바구티 / 알렉산드르 스미르노프         |
| 2010        | 이탈리아 토리노                              | 중국 팡칭 / 퉁젠                                         | 독일 알료나 자브쳉코 / 로빈 숄코비                  | 러시아 유코 카바구티 / 알렉산드르 스미르노프         |
| 2011        | 러시아 모스크바                              | 독일 알료나 자브쳉코 / 로빈 숄코비                       | 러시아 타티야나 볼로소자르 / 막심 트란코프          | 중국 장단 / 장하오                                   |
| 2012        | 프랑스 니스                                  | 독일 알료나 자브쳉코 / 로빈 숄코비                       | 러시아 타티야나 볼로소자르 / 막심 트란코프          | 일본 다카하시 나루미 / Mervin Tran                   |
| 2013        | 캐나다 런던                                  | 러시아 타티야나 볼로소자르 / 막심 트란코프               | 독일 알료나 자브쳉코 / 로빈 숄코비                  | 캐나다 미건 뒤아멜 / 에릭 래드퍼드                   |
| 2014        | 일본 사이타마                                | 독일 알료나 자브쳉코 / 로빈 숄코비                       | 러시아 Ksenia STOLBOVA / Fedor KLIMOV               | 캐나다 미건 뒤아멜 / 에릭 래드퍼드                   |
| 2015        | 중화인민공화국 상하이                        | 캐나다 미건 뒤아멜 / 에릭 래드퍼드                       | 중국 쑤이원징 / 한충                                | 중국 팡칭 / 퉁젠                                     |
| 2016        | 미국 보스턴                                  | 캐나다 미건 뒤아멜 / 에릭 래드퍼드                       | 중국 쑤이원징 / 한충                                | 독일 알료나 자브쳉코 / 브루노 마소                   |
| 2017        | 핀란드 헬싱키                                | 중국 쑤이원징 / 한충                                     | 독일 알료나 자브쳉코 / 브루노 마소                  | 러시아 예브게니아 타라소바 / 블라디미르 모로조브     |

## 우승 관련 기록
| 종목       | 최다 우승                                                      | 최다 연속 우승                                           | 1-3위 석권                                                            |
| ---------- | -------------------------------------------------------------- | -------------------------------------------------------- | --------------------------------------------------------------------- |
| 남자 싱글  | 스웨덴 울리크 살쇼브 10 (1901–1905, 1907–1911)                 | 오스트리아 카를 셰퍼 7 (1930–1936)                       | 1925 : 오스트리아 1927–1928 : 오스트리아 1952 : 미국 1955–1956 : 미국 |
| 여자 싱글  | 노르웨이 소냐 헤니 10 (1927–1936)                              | 노르웨이 소냐 헤니 10 (1927–1936)                        | 1991: 미국                                                            |
| 페어       | 소련 이리나 로드니나 / Alexander Zaitsev 6 (1973–1978)         | 소련 이리나 로드니나 / Alexander Zaitsev 6 (1973–1978)   | 1939 : 독일 1969 : 소련 1988 : 소련                                   |
| 아이스댄싱 | 소련 류드밀라 파호모바 / Alexandr Gorshkov 6 (1970–1974, 1976) | 소련 류드밀라 파호모바 / Alexandr Gorshkov 5 (1970–1974) | 1955–1956: 영국 1968 : 영국 1992 : 독립국가연합 1993 : 러시아         |